# Cerro El Yunque
El cerro El Yunque es la montaña más alta de la isla Robinson Crusoe en el archipiélago Juan Fernández, Chile en el Pacífico sureste. La elevación es de origen volcánico y se origina en el punto caliente de Juan Fernández en la placa de Nazca. Tiene una altura de 915 metros sobre el nivel del mar.